# Eugénie de Sade
Pour plus de détails, voir Fiche technique et Distribution.
Eugénie de Sade est un film franco- liechtensteinois réalisé par Jesús Franco en 1970, sorti en 1974.

## Synopsis
Eugénie, une belle mais très timide jeune fille, vit avec son beau-père, un écrivain célèbre spécialisé dans la littérature érotique. Un jour, en lisant un de ses livres, elle tombe amoureuse de lui...

## Fiche technique
- Titre : Eugénie de Sade
- Réalisation : Jesús Franco
- Scénario : Jesús Franco d'après Eugénie de Franval du Marquis de Sade
- Production : Marius Lesœur et Karl Heinz Mannchen
- Musique : Bruno Nicolai
- Photographie : Manuel Merino
- Pays d'origine :  France /  Liechtenstein
- Format : couleur - 1,66:1 - Mono - 35 mm
- Genre : érotique, drame
- Durée : 91 minutes
- Date de sortie : 20 janvier 1974

## Distribution
- Soledad Miranda : Eugénie Radeck de Franval
- Paul Müller : Albert Radeck de Franval
- Andrés Monales : Paul
- Greta Schmidt : Kitty, l'auto-stoppeuse
- Alice Arno : le mannequin
- Jesús Franco : Attila Tanner